# Monotagma smaragdinum
Monotagma smaragdinum är en strimbladsväxtart som först beskrevs av Jean Jules Linden och Éduard-François André, och fick sitt nu gällande namn av Karl Moritz Schumann. Monotagma smaragdinum ingår i släktet Monotagma och familjen strimbladsväxter. Inga underarter finns listade.